# ليزلي مورغان شتاينر
ليزلي مورغان شتاينر (بالإنجليزية: Leslie Morgan Steiner)‏ هي صحفية أمريكية، ولدت في 20 يوليو 1965 في واشنطن العاصمة في الولايات المتحدة.